# Tarhajärvi och Kepsunjärvi
Tarhajärvi och Kepsunjärvi är en sjö i kommunen Kouvola i landskapet Kymmenedalen i Finland. Sjön ligger 61,8 meter över havet. Arean är 2,1 kvadratkilometer och strandlinjen är 11,22 kilometer lång. Sjön  ingår i Kymmene älvs huvudavrinningsområde.   Den ligger omkring 50 km norr om Kotka och omkring 130 km nordöst om Helsingfors. 
I sjön finns ön Palonkärki. Tarhajärvi och Kepsunjärvi ligger öster om Rapojärvi och Haukkajärvi. 